# IC 3824
IC 3824 — галактика типу E (еліптична галактика) у сузір'ї Ворон.
Цей об'єкт міститься в оригінальній редакції індексного каталогу.